# Pablo Castrillo Zapater
Pablo Castrillo Zapater (Jaca, Osca, 2 de gener de 2001) és un ciclista espanyol que competeix amb l'equip Kern Pharma.

## Biografia
Es va iniciar en la competició ciclista en la categoria cadet, inspirat pel seu germà gran, Jaime, que també va ser ciclista professional entre el 2018 i el 2022.
El 2020 es va incorporar al club Lizarte, equip reserva del Kern Pharma. Durant la temporada 2022 va guanyar la Pujada a Gorla, una prova per a joves escaladors organitzada al País Basc, el Memorial Valenciaga, prova de la Copa d'Espanya Amateur, i es proclamà campió d'Espanya en contrarellotge sub-23.
L'any següent va fer el salt al professionalisme amb el Kern Pharma, equip on ja havia realitzat el seu període de stagiaire. Competint amb aquest equip, que havia estat convidat a la prova, es va proclamar campió de la 12a i la 15a etapa de la Volta a Espanya de 2024, aconseguint les dues primeres victòries de la història del seu equip en una Gran Volta.
En la primera victòria, aconseguida l'endemà de la mort de Manolo Azkona, fundador del Kern Pharma, Castrillo va atacar des de l'escapada a falta de 10 km per a l'arribada al cim de Manzaneda, de primera categoria, i hi va arribar en solitari. Tres dies més tard, l'aragonès tornava a guanyar una etapa, aquest cop amb final al Cuiti Negru, un cim fora de categoria que va coronar en solitari després de formar part de l’escapada creada a 78 km de l'arribada i de superar dues pujades al Colladiella (1a categoria) abans de la ja mencionada al Cuitu Negru.

## Palmarès
2024
- 2 etapes de la Volta a Espanya

### Grans Voltes
Volta a Espanya:
- 2024: guanyador de dues etapes.